# Neritimorpha

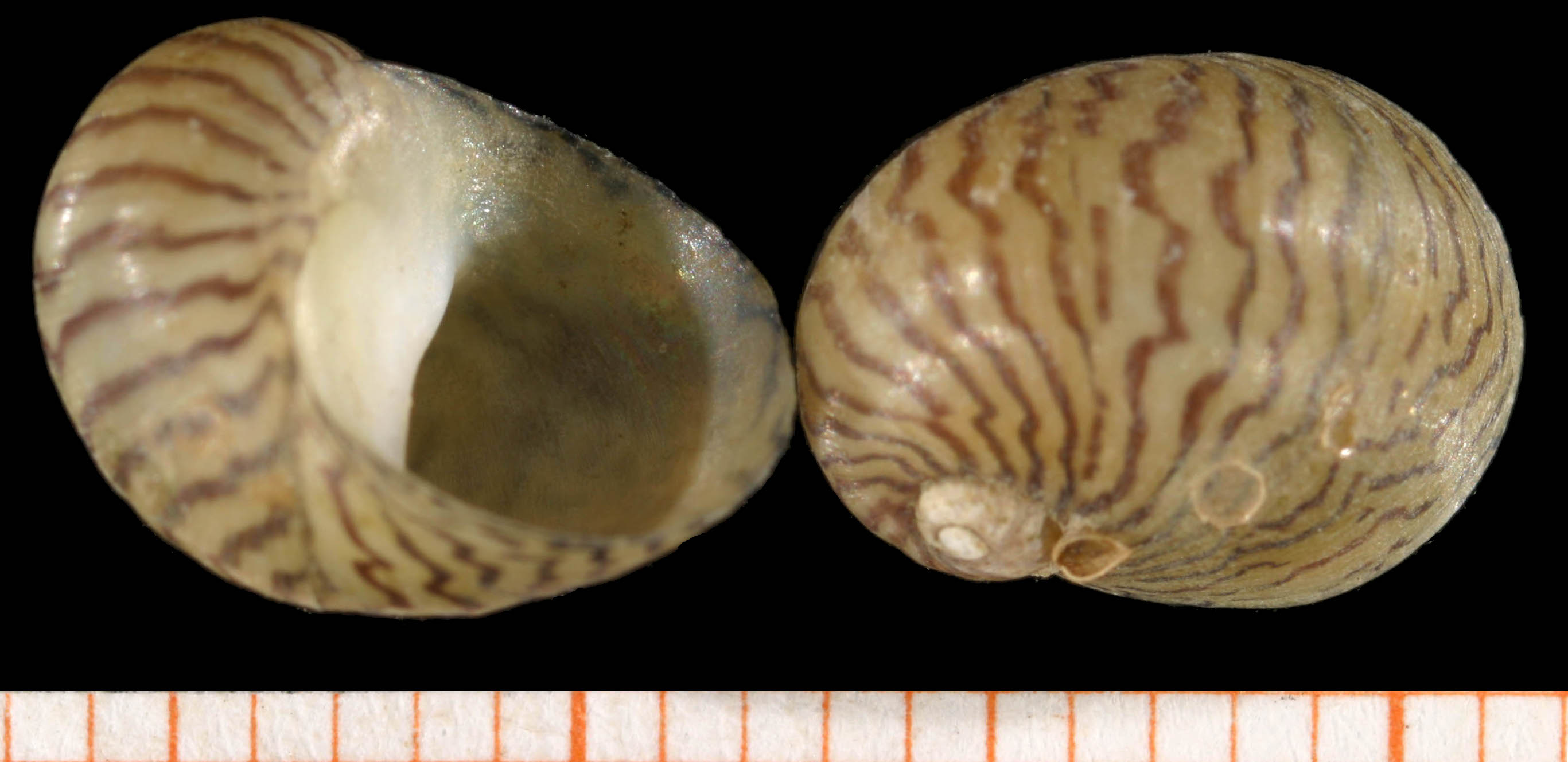
Conchas de los caracoles de agua dulce Theodoxus danubialis

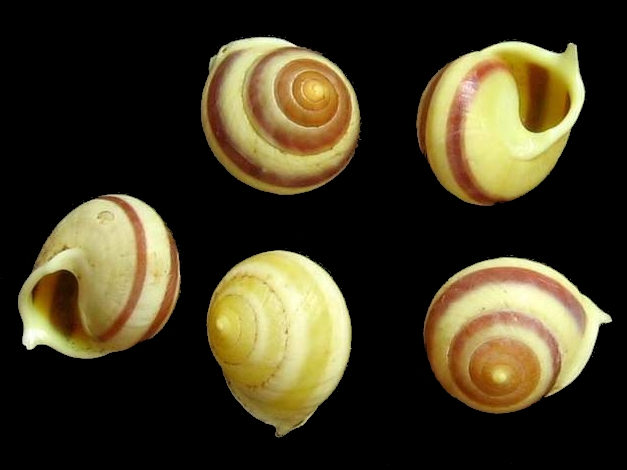
Conchas de los caracoles terrestres Helicina rostrata

Los neritimorfos (Neritimorpha) son una subclase de moluscos gasterópodos, que incluye caracoles terrestres, de agua dulce y marinos y algunas lapas de aguas profundas.

## Taxonomía
La  taxonomía del grupo es compleja y discutida, con diversos Neritimorpha del Paleozoico de clasificación incierta; según WoRMS:
- Orden Cyrtoneritimorpha †
- Orden Cycloneritimorpha